# Список глав государств в 238 году
Список глав государств в 237 году — 238 год — Список глав государств в 239 году — Список глав государств по годам

## Африка
- Мероитское царство (Куш) — Теритниде, царь (228 — 246)

## Азия
- Армения Великая — Тиридат II, царь (217 — 252)
- Гассаниды — Джафна I ибн Амр, царь (220 — 265)
- Дханьявади — Тюрия Дипати, царь[англ.] (198 — 245)
- Западные Кшатрапы — Дамаядасри II, махакшатрап (232 — 239)
- Иберия — Бакур I, царь (234 — 249)
- Китай (Период Троецарствия):
  - Вэй — Мин-ди (Цао Жуй), император (226 — 239)
  - У — Сунь Цюань, император (222 — 252)
  - Шу — Лю Шань, император (223 — 263)
- Корея (Период Трех государств):
  - Конфедерация Кая — Кодын, ван (199 — 259)
  - Когурё — Тончхон, тхэван (227 — 248)
  - Пэкче — Кои, король (234 — 286)
  - Силла — Чобун, исагым (230 — 247)
- Кушанское царство — Канишка II, царь (226 — 240)
- Осроена — Ману IX, царь (216 — 242)
- Паган — Пьюсоти, король[англ.] (167 — 242)
- Персия (Сасаниды) — Ардашир I, шахиншах (224 — 241)
- Тоба — Тоба Ливэй, вождь (219 — 277)
- Чера — Янаикат-сей Мантаран Черал, царь (201 — 241)
- Япония — Дзингу Кого, регент (201 — 269)

## Европа
- Боспорское царство — Ининтимей, царь (235 — 240)
- Ирландия — Кормак мак Арт, верховный король (226 — 266)
- Римская империя:
  - Максимин I Фракиец, римский император (235 — 238)
  - Гордиан I, римский император (238)
  - Гордиан II, римский император (238)
  - Пупиен, римский император (238)
  - Бальбин, римский император (238)
  - Гордиан III, римский император (238 — 244)
  - Фульвий Пий, консул (238)
  - Понтий Прокул Понтиан, консул (238)

## Галерея
- Максимин I Фракиец 
 235—238 
 Император Римской империи
- Гордиан I 
 238 
 Император Римской империи
- Гордиан II 
 238 
 Император Римской империи
- Пупиен 
 238 
 Император Римской империи
- Бальбин 
 238 
 Император Римской империи
- Гордиан III 
 238—244 
 Император Римской империи
- Ардашир I 
 224—241 
 Шахиншах Персии
- Сунь Цюань 
 222—252 
 Император китайской империи У
- Дзингу 
 201—269 
 Императрица Японии